# Faworski-Reaktion
Die Faworski-Reaktion (nicht zu verwechseln mit der Faworski-Umlagerung) oder Faworski-Babayan-Reaktion ist eine Namensreaktion und nach dem russischen Chemiker Alexei Jewgrafowitsch Faworski benannt. Sie ist ein Spezialfall der Reppe-Ethinylierung (nukleophiler Angriff eines endständigen Alkin an Carbonylgruppen).

## Reaktionsmechanismus
Aus dem Alkin wird in situ ein Acetylid generiert, das dann mit dem Carbonyl-Kohlenstoff der Carbonylverbindung reagiert. Hierzu sind in der Regel starke Basen wie Hydroxide oder Alkoholate nötig. Wenn der erhaltene Alkohol ein Wasserstoff-Atom geminal zur Hydroxygruppe hat (was immer der Fall ist wenn ein Aldehyd als Carbonylverbindung eingesetzt wurde), kommt es meist sofort zu einer tautomeren Umlagerung zum α-Carbonylalken.
Die Faworski-Reaktion kann zum Schützen von Alkinen verwendet werden. Hierbei wird entweder das Alkin mit Aceton zu einem (2-Hydroxyprop-2-yl)-alkin umgesetzt oder direkt das kommerziell erhältliche 3-Methyl-1-butin-3-ol als einseitig geschütztes Ethin-Derivat eingesetzt. Um die Schutzgruppe wieder zu entfernen, wird in einer Lösung von Kaliumhydroxid in Isopropanol oder Toluol erhitzt („Retro-Favorskii-Reaktion“).
Wird die Reaktion säurekatalysiert, ist sie eine Meyer-Schuster-Umlagerung.